# Union Township (comté de Centre, Pennsylvanie)
Pour les articles homonymes, voir Union Township.
Union Township est un township, situé au centre du comté de Centre, aux États-Unis,. En 2010, il comptait une population de 1 383 habitants.

## Démographie
Lors du recensement de 2010, le township comptait une population de 1 383 habitants. Elle est également estimée, en 2016, à 1 416 habitants.

### Source de la traduction
- (en) Cet article est partiellement ou en totalité issu de l’article de Wikipédia en anglais intitulé « Union Township, Centre County, Pennsylvania » (voir la liste des auteurs).